# Мужская гордость
«Мужская гордость» (англ. Proud Men) — кинофильм.

## Сюжет
Фильм повествует о вражде между отцом и сыном, имеющими каждый своё понятие о чести и долге. Первый — ветеран Второй мировой войны, второй дезертировал из Вьетнама 15 лет назад. Когда судьба вновь сводит их вместе, их враждебность не умолкает, а разгорается с новой силой, переходя постепенно во взаимные обвинения. К тому же и многие горожане настроены против сына, так как считают его предателем. И если отец и сын не найдут общий язык и примирение, то уже больше никогда не будут вместе.

## В ролях
- Чарлтон Хестон — Чарли МакЛеод-старший
- Питер Стросс — Чарли МакЛеод-младший